# Стоянова, Красимира
Красими́ра Стоя́нова (род. 16 августа 1962, Велико Тырново, Болгария) — австрийская и болгарская оперная певица (сопрано). Каммерзенгер Венской государственной оперы (2009).

## Биография
Красимира Стоянова родилась 16 августа 1962 года в городе Велико Тырново Болгарской народной республики. Окончила Пловдивскую консерваторию сразу по двум специальностям: вокал и скрипка. После окончания консерватории некоторое время работала как скрипачка.
В 1995 году дебютировала в Софийской опере, а в 1998 году в Венской государственной опере партии Микаэлы в опере «Кармен» Ж. Бизе. В последствии она исполнила в этом театре следующие партии: Графиня в «Свадьбе Фигаро», Рахиль в «Иудейке», Антония в «Сказках Гофмана», Недда в «Паяцах», Мими в «Богеме».
В настоящее время Стоянова выступает почти на всех крупнейших оперных сценах мира, таких как Метрополитен Опера, Королевский оперный театр Ковент-Гарден, Ла Скала, Парижская опера, Цюрихская опера, Немецкая опера в Берлине, Баварская государственная опера, Дрезденская опера, Зальцбургский фестиваль и др.
Сотрудничала с такими дирижерами, как Даниэль Баренбойм, Риккардо Шайи, Мён-Вун Чунг, Владимир Федосеев, Даниэле Гатти, Бернард Хайтинк, Манфред Хонек, Марис Янсонс, Фабио Луизи, Джеймс Левайн, Зубин Мета, Риккардо Мути, Сейджи Озава, Жорж Претр, Юрий Темирканов, Кристиан Тилеман, Франц Вельзер-Мёст.

## Репертуар
Стоянова исполняет партии в операх Моцарта, Россини, Доницетти, Беллини, Верди, Пуччини, Рихарда Штрауса и др. Активно выступает как концертная певица, как с сольными программами (песни и романсы немецких и русских композиторов), так и в симфониях, мессах, ораториях и тд. (Девятая симфония и Торжественная месса Бетховена, Реквиемы Верди и Дворжака, Stabat Mater Россини, Восьмая симфония Малера и др)